# Ulf Magnusson (Lejonbalk)
Ulf Magnusson (Lejonbalk), död 1338–1343, var en svensk riddare.

## Biografi
Ulf Magnusson (Lejonbalk) var son till lagmannen Magnus Karlsson (Lejonbalk) i Tiohärads lagsaga och Ragnhild Ragvaldsdotter. Han nämns första gången 1316 och blev senast 1327 riddare. Ulf Magnusson avled mellan 1338–1343.

### Egendom
Ulf Magnusson ägde jord i Bråbo härad och Göstrings härad i Östergötland, Jönåkers härad och Västerrekarne härad i Södermanland, Åkerbo härad i Västmanland och Grimstens härad i Närke.

### Familj
Ulf Magnusson var 1338 gift med Katarina Ulfsdotter (Ama), dotter till riksrådet Ulf Holmgersson (Ama).